# Miconia sagotiana
Miconia sagotiana är en tvåhjärtbladig växtart som beskrevs av Célestin Alfred Cogniaux. Miconia sagotiana ingår i släktet Miconia och familjen Melastomataceae. Inga underarter finns listade i Catalogue of Life.